# Daniela Castro
Daniela Stephanie Castro Arellano (Cidade do México, 17 de agosto de 1969) é uma atriz mexicana.

## Biografia
Em 1989 protagonizou o filme de terror Viaje Directo al Infierno, do diretor Raúl Araiza. Neste mesmo ano estrelaria a telenovela Mi Segunda madre.
Em 1990 realiza a telenovela Días sin Luna, interpretando a protagonista juvenil da história. Ao final do ano volta a aparecer na televisão em Balada por un amor, trama protagonizada por Daniela Romo.
Em 1991 realiza o papel mais importante de sua carreira como "Cecilia Vizcaíno" em Cadenas de amargura, produção de Carlos Sotomayor que lhe deu o reconhecimento no meio. A telenovela está disponível gratuitamente no YouTube do TLNovelas em novembro de 2020.
Depois deste êxito, protagonizou a telenovela Triángulo, de Ernesto Alonso, junto a Eduardo Palomo. Foi sua última telenovela antes de seu primeiro retiro das telas, tempo em que se dedicou a estudar música com seu pai.
Em 1996 regressa com a telenovela Canavial de Paixões, história original de Caridad Bravo Adams, adaptada por Cuahutemoc Blanco e María del Carmen Peña. O papel de Julia deu novo impulso a sua carreira como atriz. Foi exibida no Brasil pela TV Gazeta, entre 28 de julho e 2 de dezembro de 1997, em seus 92 capítulos originais.
Em 1997, encarna outra protagonista em Desencuentro, de Ernesto Alonso, lançada simultaneamente com seu álbum de estreia Junto a ti, em que se incluiu o tema da telenovela.
Em 2001, Daniela regressa com El Noveno Mandamiento, interpretando dois papéis, Isabel e Ana, mãe e filha, respetivamente. Após isso, afastou-se para ser mãe, e dedicou-se exclusivamente a sua familia até regressar em 2007 à minissérie Mujer, casos de la vida real. Neste mesmo ano inicia uma nova faceta em sua carreira, como apresentadora do programa Nuestra Casa. Ao final do ano, volta às telenovelas dando vida a antagonista da telenovela de época Paixão, onde interpretou Lisabeta, uma cega apaixonada por seu primo interpretado por Fernando Colunga. Foi exibida no Brasil em 2010, pela CNT.
Em 2009 esteve primeiramente na telenovela Mi pecado e, posteriormente, protagonizou um capítulo da série de televisão mexicana Mulheres Assassinas, também exibida no Brasil pela CNT.
Em 2013 participa da novela O que a vida me roubou, produzida por Angelli Nesma Medina, novamente como protagonista antagônica no papel de Graciela Giacinti, com Angelique Boyer, Sebastián Rulli, Luis Roberto Guzmán, Sergio Sendel, Rogelio Guerra, Gabriela Rivero, Osvaldo Benavides, entre outros. A telenovela já foi exibida duas vezes pelo SBT, e está disponível também na Amazon Prime Video.
Em 2017 volta às telenovelas, depois de 3 anos, com a novela Me declaro culpable.

## Vida pessoal
Em 19 de junho de 1999, casou-se com o empresário Gustavo Díaz Ordáz, neto do ex-presidente do México Gustavo Díaz Ordaz. O casal tem duas filhas, Daniela e Alexia.
Em maio de 2012, Daniela anunciou à imprensa sua terceira gravidez aos 42 anos. Em 8 de janeiro de 2013 se torna mãe pela terceira vez de Gustavo Diaz Ordaz Castro.

## Filmografia

### Televisão
| Ano     | Título                       | Personagem                                                           | Notas                                   |
| ------- | ---------------------------- | -------------------------------------------------------------------- | --------------------------------------- |
| 1984-87 | Cachún cachún ra ra!         | Debbie                                                               |                                         |
| 1988    | Nuevo amanecer               | Patricia Ortiz                                                       |                                         |
| 1989    | Mi segunda madre             | Mónica Méndez                                                        |                                         |
| 1990    | Días sin luna                | Lorena Parlange                                                      |                                         |
| 1990    | Balada por un amor           | Simona Portugal                                                      |                                         |
| 1991    | Cadenas de amargura          | Cecilia Vizcaíno                                                     |                                         |
| 1992    | Triángulo                    | Sara Granados Rojas                                                  |                                         |
| 1996    | Cañaveral de pasiones        | Julia Santos Faberman                                                |                                         |
| 1996    | Mujer, casos de la vida real | Nancy Sullivan                                                       | Episódio: "El amor, siempre es el amor" |
| 1997    | Desencuentro                 | Victoria San Román Jiménez                                           |                                         |
| 2001    | El noveno mandamiento        | Isabel Durán / Ana Jiménez                                           |                                         |
| 2004    | La hora pico                 | Lañera Castro                                                        | Episódio: "Invitada Daniela Castro"     |
| 2007    | Nuestra casa                 | Apresentadora                                                        |                                         |
| 2007    | Pasión                       | María Lisabeta de Salamanca                                          |                                         |
| 2009    | Mujeres asesinas             | Rosa Domínguez                                                       | Episódio: "Rosa, heredera"              |
| 2009    | Mi pecado                    | Rosário Pedrosa de Córdoba                                           |                                         |
| 2011    | Una familia con suerte       | Josefina "Pina" Arteaga de Irabién                                   |                                         |
| 2013    | Lo que la vida me robó       | Graziela Giacinti de Mendonça / Gaudência Gimenes                    |                                         |
| 2017    | Me declaro culpable          | Roberta Monroy de Urzúa / Roberta Monroy / Roberta Monroy de Castolo |                                         |
| 2025    | Cautiva por amor             | Isabel Fuentes Mansilla                                              |                                         |

### Cinema
| Ano  | Título                    |
| ---- | ------------------------- |
| 1993 | Sueño y realidad          |
| 1990 | Infamia                   |
| 1989 | Viaje directo al Infierno |

## Teatro
| Ano  | Título                     |
| ---- | -------------------------- |
| 1996 | Jesucristo Superstar       |
| 2008 | Mujeres juntas ni difuntas |

## Discografia
| Ano  | Álbum de estúdio |
| ---- | ---------------- |
| 1997 | Junto a ti       |

## Prêmios e Indicações
| Ano  | Festival                       | Categoria                       | Nomeações                    | Resultado |
| ---- | ------------------------------ | ------------------------------- | ---------------------------- | --------- |
| 1990 | Prêmio TVyNovelas              | Melhor Atriz Jovem              | Mi segunda madre             | Indicada  |
| 1991 | Prêmio TVyNovelas              | Melhor Atriz Jovem              | Días sin luna                | Indicada  |
| 1992 | Prêmio TVyNovelas              | Melhor Atriz Jovem              | Cadenas de amargura          | Venceu    |
| 1997 | Prêmio TVyNovelas              | Melhor Atriz Protagonista       | Cañaveral de pasiones        | Venceu    |
| 2007 | Prêmio Bravo                   | Melhor Co-Atuação Feminina      | Mujer, casos de la vida real | Venceu    |
| 2007 | Prêmio TV Adicto Golden Awards | Melhor Vilã                     | Pasión                       | Venceu    |
| 2008 | Prêmio TVyNovelas              | Melhor Atriz Antagonista        | Pasión                       | Indicada  |
| 2010 | Prêmio TVyNovelas              | Melhor Primeira Atriz           | Mi pecado                    | Indicada  |
| 2010 | Prêmio People en Español       | Melhor Vilã                     | Mi pecado                    | Venceu    |
| 2010 | Prêmio Bravo                   | Melhor Atriz Antagônica         | Mi pecado                    | Venceu    |
| 2010 | Prêmio TV Adicto Golden Awards | Melhor Atriz Antagonista        | Mi pecado                    | Venceu    |
| 2010 | Prêmio ACE de Nova York        | Melhor Co-Atuação Feminina      | Mi pecado                    | Venceu    |
| 2012 | Prêmio TV Adicto Golden Awards | Melhor Atriz em um Papel Cômico | Una familia con suerte       | Venceu    |
| 2012 | Prêmio People en Español       | Melhor Vilã                     | Una familia con suerte       | Indicada  |
| 2014 | Prêmio TV Adicto Golden Awards | Melhor Superação a uma Atriz    | Lo que la vida me robó       | Venceu    |
| 2015 | Prêmio TVyNovelas              | Melhor Atriz Antagonista        | Lo que la vida me robó       | Venceu    |
| 2018 | Prêmio TVyNovelas              | Melhor Atriz Antagonista        | Me declaro culpable          | Venceu    |